# Te sto aspettanno
Te sto aspettanno è un film italiano del 1957 diretto da Armando Fizzarotti, ispirato alla canzone napoletana O ricciullo d'an frascata di Tito Manlio.

## Trama
Carlo e Maria si amano, lui però non ha una posizione economica che possa garantire un avvenire per entrambi. Alfredo, il suo datore di lavoro, un dongiovanni che ha messo gli occhi su Maria,  propone a Carlo un lavoro fuori Napoli per allontanarlo da Maria, che, malconsigliata dalla madre adottiva, accetta la proposta di fidanzamento di Alfredo, gettando Carlo nello sconforto.
Dopo qualche tempo Maria, che non ha mai smesso di amare Carlo, scopre che Alfredo ha una relazione con un'altra donna da cui è nata anche una figlia. Molto delusa, Maria lo lascia e si riappacifica con Carlo.

## Produzione
Il film, a carattere musicale, è ascrivibile al filone dei melodrammi sentimentali, comunemente detto strappalacrime, allora in voga tra il pubblico italiano, poi ribattezzato dalla critica con il termine neorealismo d'appendice.
Maria Paris, nota cantante di musica napoletana di quegli anni, nelle scene di canto utilizza la propria voce, mentre nei dialoghi è doppiata da Rosetta Calavetta.